# Hylofagie
Hylofagie (van het Griekse ὕαλος hyalos, 'glas' en φαγεῖν phagein, 'eten') is het eten van glas. Het is een pathologische aandoening en wordt beschouwd als een vorm van pica. Hylofagie kan erg gevaarlijk zijn. Het scherpe glas kan de maag- en darmwand beschadigen of zelfs perforeren. Mogelijke oorzaken zijn vitamine- of mineralentekort, onderliggende lichamelijke of psychische ziekten of stress.
Het eten van glas wordt door sommigen beschouwd als een vorm van entertainment.
amylofagie (zetmeel) · coprofagie (ontlasting) · urofagie (urine) · geofagie (aarde, zand, klei of kalk) · hylofagie (glas) · mucofagie (slijm) · pagofagie (sneeuw of ijs) · trichofagie (haar of wol) · xylofagie (hout of papier)